# Teorema de Taylor-Proudman
Na mecânica de fluidos, o teorema de Taylor-Proudman, nomeado em homenagem a G. I. Taylor e Joseph Proudman) diz que quando um objeto sólido é movimentado lentamente dentro de um fluido que é movimentado constantemente com um alto {\displaystyle \Omega }, que a velocidade do fluido será uniforme ao longo de qualquer linha paralela ao eixo de rotação. {\displaystyle \Omega } deve ser grande, comparado ao movimento do objeto sólido, de modo a fazer com que a força de Coriolis seja grande, comparado aos termos da aceleração.
Apesar do nome, o teorefa foi resolvido pela primeira vez por Sydney Samuel Hough (1870-1923), um matemático na Universidade de Cambridge.